# Adrian Tyszkiewicz
Adrian Tyszkiewicz (ur. 1975) – polski politolog i historyk, wykładowca w Instytucie Nauk Politycznych Uniwersytetu Jagiellońskiego.

## Życiorys
W 1999 ukończył studia magisterskie w Instytucie Nauk Politycznych UJ. Stopień doktora nauk humanistycznych uzyskał w 2002 na podstawie dysertacji pt. Obóz Wielkiej Polski w Małopolsce 1926-1933 (promotor: prof. dr hab. Grzegorz Mazur), a stopień doktora habilitowanego nauk społecznych w 2016 na podstawie rozprawy habilitacyjnej pt. Pomiędzy afirmacją a negacją: ruch młododemokratyczny w PRL.
Zawodowo związany z Instytutem Nauk Politycznych UJ. Był zastępcą Dyrektora Instytutu ds. ogólnych, a od 2020 pełni funkcję Dyrektora tegoż.
Jego zainteresowania badawcze koncentrują się wokół geografii politycznej, geopolityki i geostrategii, a także historii politycznej Polski XX wieku.

## Wybrane publikacje
- Pomiędzy afirmacją a negacją: ruch młododemokratyczny w PRL, 2014, ISBN 978-83-7638-382-8.
- Młodzież Wszechpolska. Koło Lwowskie. Protokoły zebrań zarządu (1925–1930), 2012, ISBN 978-83-7638-232-6.
- Obóz Wielkiej Polski w Małopolsce 1926-1933, 2004, ISBN 83-7188-768-X[3][4]